# Trojno negativni rak dojke
Trojno negativni rak dojke je podtip raka dojke, pri katerem niso izraženi hormonski receptorji za estrogene (ER), progesteron (PR) ali človeški epidermalni rastni faktor-2 (HER2). Je težje zdravljiv, saj tarčna zdravila, ki delujejo na omenjene receptorje, niso učinkovita. Načeloma se uporablja zdravljenje s citostatiki, pogosto je potrebno kombinirano zdravljenje z več citostatiki.
Trojno negativni rak dojke ni enovit podtip raka dojke, temveč gre za raznoliko skupino. Prognostični podatki za posamezne podvrste trojno negativnih rakov dojke se razlikujejo, vendar pa načeloma splošna prognoza ni slabša kot pri drugih vrstah raka dojke, zahteva pa agresivnejše zdravljenje. Nekatere podvrste trojno negativnega raka dojke so agresivnejše in s slabšo prognozo, pri nekaterih podvrstah pa je prognoza primerljiva ali celo boljša kot pri hormonsko pozitivnih vrstah raka dojke. Okoli 15 do 20 % bolnic z rakom dojke ima trojno negativno obliko, pogostejša pa je med mlajšimi bolnicami in tistimi z mutacijo v genu BRCA1.
Pri trojno negativnih rakih dojke velja vzorec ponovitve bolezni, ki se znatno razlikuje od hormonsko pozitivnih oblik: tveganje za ponovitev je znatno višje v prvih 3–5 letih, nato pa močno in bolj upade kot pri hormonsko pozitivnih vrstah raka dojke.